# Eduard Helly
Eduard Helly (1884-1943) est un mathématicien autrichien, principalement connu pour ses travaux suivants : le théorème de Helly, les familles de Helly (en), le théorème de sélection de Helly et le théorème de Helly-Bray (en).
Il obtient son doctorat en 1907. Grièvement blessé en 1914, il est fait prisonnier par l'armée russe en 1915. Il est envoyé dans un camp en Sibérie duquel il ne revient qu'en 1919. Il perd son emploi en 1938 du fait de ses origines juives, et émigre alors aux États-Unis.